# シーラとプリンセス戦士
『シーラとプリンセス戦士』（原題：She-Ra and the Princesses of Power）は、ドリームワークス・アニメーション制作によるアメリカ合衆国のオリジナルアニメ作品。2018年11月13日にNetflixで配信されている。2020年5月15日にシーズン5（最終シーズン）が配信された。
マスターズ・オブ・ユニバースシリーズの1作である1985年のテレビ番組『シーラ: プリンセス・オブ・ パワー』のリブート作品である。

## あらすじ
惑星エセリア。ホード軍の拠点フライト・ゾーンにてアドーラは士官候補生として、仲間と共にプリンセスを滅ぼすべく訓練の日々を送っていた。しかしある日、無断外出して迷い込んだささやきの森でアドーラは光り輝く剣を見つける。その剣の導きの声により、またそこで出会ったブライト・ムーンのプリンセス・グリマーやボウを通じ、アドーラはホード軍の実態を目の当たりにする事になる。アドーラは魔法の剣を手に取り伝説の戦士・シーラへと覚醒し、ホード軍、そして親友であったキャトラとの戦いに身を投じていく。

## 登場人物
声は、日本語吹替 / 英語。吹替が特定出来ない場合については空白とする。
アドーラ / シーラ（Adora / She-Ra）
声 - 中原麻衣 / エイミー・カレロ
本作の主人公。ホードの士官候補生であったが軍の悪行の実態を目の当たりにして離反。魔法の剣により伝説の戦士シーラへと変身する。
キャトラ（Catra）
声 - 土師亜文 / アマンダ・ミシェルカ
アドーラの幼なじみの猫系獣人。アドーラとは親友同士だったが、彼女が組織の事情を知ったことがきっかけで決別。
グリマー（Glimmer）
声 - 種田梨沙 / 福原かれん
ブライト・ムーンのプリンセス。シーズン4で女王に即位。
ボウ（Bow）
声 - 奥村翔 / マーカス・スクリブナー
グリマーの親友の弓使いの少年。
アンジェラ（Angella）
声 - 藤野泰子/ レシュマ・シェティ
ブライト・ムーンの女王
シャドー・ウィーバー（Shadow Weaver）
声 - 井上喜久子/ ロレイン・トゥーサント
ホルダック（Hordak）
声 - 藤井隼 / ケストン・ジョン
スコーピア（Scorpia）
声 - 寺依沙織 / ローレン・アッシュ
エントラプタ（Entrapta）
声 - 下田レイ / クリスティン・ウッズ
メカに詳しいハッキング好き。当初はアドーラたちの仲間だったが、知的好奇心が過ぎたためか物語の途中でボード軍に入る。
パフューマ（Perfuma）
声 - 近藤唯 / ジェネシス・ロドリゲス
プルメリアのプリンセス。草木を操る。
シーホーク（Sea Hawk）
声 - 斎藤寛仁 / ジョーダン・フィッシャー
マーミスタ（Mermista）
声 - 下山田綾華 / ベラ・ラベル
サリネスのプリンセス。水を操る。
フロスタ（Frosta）
声 -  　/ メリット・レイトン
スノー王国（字幕では雪の王国）のプリンセス。氷を操る。
キャスタスペラ（Castaspella）
声 - 杉山滋美 / サンドラ・オー
ネトッサ（Netossa）
声 -  　/ クリスタル・ジョイ・ブラウン
魔法の網で戦う。
スピンナーレラ（Spinnerella）
声 - 山田唯菜 / ノエル・スティーブンソン
竜巻を起こせる。
ライトホープ（Light Hope）
声 - 寺依沙織 / モルラ・ゴロンドーナ
マダム・ラッズ（Madame Razz）
声 - 八百屋杏 / グレイ・デリスル
スウィフトウィンド（Swift Wind）
声 - 宮本誉之 / アダム・レイ
ハンタラ（Huntara）
声 -  　/ ジーナ・デイヴィス
マーラ（Mara）
声 - 武田華 / ゼーラ・ファザル
カイル（Kyle）
声 - バトリ勝悟 / アントニー・デル・リオ
フラッタリーナ（Flutterina）
声 - 山田唯菜 / アマンダ・セリーヌ・ミラー

## 各話リスト
| 話数                      | 邦題                                        | 英題                          | 配信日         |
| シーズン1                 | シーズン1                                   | シーズン1                     | シーズン1      |
| ------------------------- | ------------------------------------------- | ----------------------------- | -------------- |
| 1                         | プリンセスの剣                              | The Sword Part 1              | 2018年11月13日 |
| 2                         | プリンセスの剣 パート2                      | The Sword Part 2              | 2018年11月13日 |
| 3                         | マダム・ラッズ                              | Razz                          | 2018年11月13日 |
| 4                         | シーラに花束を!                             | Flowers for She-Ra            | 2018年11月13日 |
| 5                         | シー・ゲート                                | The Sea Gate                  | 2018年11月13日 |
| 6                         | 暴走するシステム                            | System Failure                | 2018年11月13日 |
| 7                         | ミスタコーの影                              | In the Shadows of Mystacor    | 2018年11月13日 |
| 8                         | プリンセス・プロム                          | Princess Prom                 | 2018年11月13日 |
| 9                         | プリンセス全員生還!                         | No Princess Left Behind       | 2018年11月13日 |
| 10                        | ビーコン                                    | The Beacon                    | 2018年11月13日 |
| 11                        | 約束                                        | Promise                       | 2018年11月13日 |
| 12                        | ライト・ホープ                              | Light Hope                    | 2018年11月13日 |
| 13                        | ブライト・ムーンの戦い                      | The Battle of Bright Moon     | 2018年11月13日 |
| シーズン2                 |                                             |                               |                |
| 1(14)                     | いてつく森                                  | The Frozen Forest             | 2019年4月26日  |
| 2(15)                     | 固い絆                                      | Ties That Bind                | 2019年4月26日  |
| 3(16)                     | シグナル                                    | Signals                       | 2019年4月26日  |
| 4(17)                     | 一か八かで!                                 | Roll With It                  | 2019年4月26日  |
| 5(18)                     | ホワイト・アウト                            | White Out                     | 2019年4月26日  |
| 6(19)                     | ライト・スピナー                            | Light Spinner                 | 2019年4月26日  |
| 7(20)                     | 家族との再会                                | Reunion                       | 2019年4月26日  |
| シーズン3                 |                                             |                               |                |
| 1(21)                     | まりょくのだいしょう                        | The Price of Power            | 2019年8月2日   |
| 2(22)                     | ハンタラ                                    | Huntara                       | 2019年8月2日   |
| 3(23)                     | 荒野の果てで                                | Once Upon a Time in the Waste | 2019年8月2日   |
| 4(24)                     | 真実の瞬間                                  | Moment of Truth               | 2019年8月2日   |
| 5(25)                     | 記憶                                        | Remember                      | 2019年8月2日   |
| 6(26)                     | ポータル                                    | The Portal                    | 2019年8月2日   |
| シーズン4                 |                                             |                               |                |
| 1(27)                     | たいかんしき                                | The Coronation                | 2019年11月5日  |
| 2(28)                     | 失われし谷                                  | The Valley of the Lost        | 2019年11月5日  |
| 3(29)                     | フラッタリーナ                              | Flutterina                    | 2019年11月5日  |
| 4(30)                     | パルス・ロボ                                | Pulse                         | 2019年11月5日  |
| 5(31)                     | プロトコル                                  | Protocol                      | 2019年11月5日  |
| 6(32)                     | プリンセス・スコーピア                      | Princess Scorpia              | 2019年11月5日  |
| 7(33)                     | マー・ミステリー                            | Mer-Mysteries                 | 2019年11月5日  |
| 8(34)                     | ボーイズ・ナイト                            | Boys' Night Out               | 2019年11月5日  |
| 9(35)                     | ヒーロー                                    | Hero                          | 2019年11月5日  |
| 10(36)                    | 空中分解                                    | Fractures                     | 2019年11月5日  |
| 11(37)                    | ビースト・アイランド                        | Beast Island                  | 2019年11月5日  |
| 12(38)                    | 運命（パート1）                             | Destiny Part 1                | 2019年11月5日  |
| 13(39)                    | 運命（パート2）                             | Destiny Part 2                | 2019年11月5日  |
| シーズン5（最終シーズン） |                                             |                               |                |
| 1(40)                     | ホード・プライム                            | Horde Prime                   | 2020年5月15日  |
| 2(41)                     | 船出                                        | Launch                        | 2020年5月15日  |
| 3(42)                     | 過去へと続く廊下（ろうか）                  | Corridors                     | 2020年5月15日  |
| 4(43)                     | 座礁（ざしょう）                            | Stranded                      | 2020年5月15日  |
| 5(44)                     | キャトラ救出作戦!                           | Save the Cat                  | 2020年5月15日  |
| 6(45)                     | ホード・プライムの支配                      | Taking Control                | 2020年5月15日  |
| 7(46)                     | プリンス・ピーカブルー                      | Perils of Peekablue           | 2020年5月15日  |
| 8(47)                     | 暗やみにひそむかげ                          | Shot in the Dark              | 2020年5月15日  |
| 9(48)                     | 不吉（ふきつ）な風                          | An Ill Wind                   | 2020年5月15日  |
| 10(49)                    | フライト・ゾーンへの帰還（きかん）          | Return to the Fright Zone     | 2020年5月15日  |
| 11(50)                    | フェイルセーフ                              | Failsafe                      | 2020年5月15日  |
| 12(51)                    | エセリアの中枢部（ちゅうすうぶ）（パート1） | Heart Part 1                  | 2020年5月15日  |
| 13(52)                    | エセリアの中枢部（ちゅうすうぶ）（パート2） | Heart Part 2                  | 2020年5月15日  |